# 3-я гвардейская механизированная бригада
3-я гвардейская механизированная , ордена Ленина  бригада — механизированная бригада Красной армии в годы Великой Отечественной войны.
Сокращённое наименование — 3 гв.  мбр.

## Формирование и организация
3-я гвардейская механизированная бригада переформирована из 16-го гв. стрелкового полка 1-й гв. стрелковой дивизии на основании Приказа НКО № 00220 от 22.10.1942 г. и Директивы Зам. НКО № Орг/2/2510 от 24.10.1942 г.
20-й гв. танковый полк был сформирован из 40-й танковой бригады, а мотострелковые части - на базе 16-го гв. стрелкового полка

## Боевой и численный состав
Бригада сформирована по штату № 010/551:
- Управление бригады
- 20-й гвардейский танковый полк
- 1-й мотострелковый батальон
- 2-й мотострелковый батальон
- 3-й мотострелковый батальон
- Разведывательная рота
- Зенитный артиллерийский дивизион
- Противотанковый артиллерийский дивизион
- Санитарный взвод

Директивой НКО № 1125236 от 21.03.1943 переведена на штаты №№ 010/420 - 010/431, 010/451, 010/465:
- Управление бригады (штат № 010/420)
- 1-й мотострелковый батальон (штат № 010/421)
- 2-й мотострелковый батальон (штат № 010/421)
- 3-й мотострелковый батальон (штат № 010/421) Минометный батальон (штат № 010/422)
- Артиллерийский дивизион (штат № 010/423) Рота ПТР (штат № 010/424)
- Рота автоматчиков (штат № 010/425)
- Разведывательная рота (штат № 010/426)
- Рота управления (штат № 010/427)
- Рота техобеспечения (штат № 010/428)
- Инженерно-минная рота (штат № 010/429)
- Автомобильная рота (штат № 010/430)
- Медико-санитарный взвод (штат № 010/431)
- Зенитно-пулеметная рота (штат № 010/451)
- 20-й гвардейский танковый полк (штат № 010/465)

## Подчинение
Периоды вхождения в состав Действующей армии:
- с 06.11.1942 по 09.04.1944 года.
- с 29.12.1944 по 09.05.1945 года.

| Дата            | Фронт (округ)             | Армия                 | Корпус                                  | Дивизия | Бригада | Примечания |
| --------------- | ------------------------- | --------------------- | --------------------------------------- | ------- | ------- | ---------- |
| 01.11.1942 года | Приволжский военный округ |                       | 1-й гвардейский механизированный корпус |         |         |            |
| 01.12.1942 года | Юго-Западный фронт        | 1-я гвардейская армия | 1-й гвардейский механизированный корпус |         |         |            |
| 01.01.1943 года | Юго-Западный фронт        | 3-я гвардейская армия | 1-й гвардейский механизированный корпус |         |         |            |
| 01.02.1943 года | Юго-Западный фронт        | 3-я гвардейская армия | 1-й гвардейский механизированный корпус |         |         |            |
| 01.03.1943 года | Юго-Западный фронт        | 1-я гвардейская армия | 1-й гвардейский механизированный корпус |         |         |            |
| 01.04.1943 года | Юго-Западный фронт        |                       | 1-й гвардейский механизированный корпус |         |         |            |
| 01.05.1943 года | Юго-Западный фронт        |                       | 1-й гвардейский механизированный корпус |         |         |            |
| 01.06.1943 года | Юго-Западный фронт        |                       | 1-й гвардейский механизированный корпус |         |         |            |
| 01.07.1943 года | Юго-Западный фронт        |                       | 1-й гвардейский механизированный корпус |         |         |            |
| 01.08.1943 года | Юго-Западный фронт        |                       | 1-й гвардейский механизированный корпус |         |         |            |
| 01.09.1943 года | Юго-Западный фронт        |                       | 1-й гвардейский механизированный корпус |         |         |            |
| 01.10.1943 года | Юго-Западный фронт        |                       | 1-й гвардейский механизированный корпус |         |         |            |
| 01.11.1943 года | 2-й Украинский фронт      |                       | 1-й гвардейский механизированный корпус |         |         |            |
| 01.12.1943 года | РВГК                      |                       | 1-й гвардейский механизированный корпус |         |         |            |
| 01.01.1944 года | РВГК                      |                       | 1-й гвардейский механизированный корпус |         |         |            |
| 01.02.1944 года | РВГК                      |                       | 1-й гвардейский механизированный корпус |         |         |            |
| 01.03.1944 года | РВГК                      |                       | 1-й гвардейский механизированный корпус |         |         |            |
| 01.04.1944 года | РВГК                      |                       | 1-й гвардейский механизированный корпус |         |         |            |
| 01.05.1944 года | Харьковский военный округ |                       | 1-й гвардейский механизированный корпус |         |         |            |
| 01.06.1944 года | РВГК                      |                       | 1-й гвардейский механизированный корпус |         |         |            |
| 01.07.1944 года | Харьковский военный округ |                       | 1-й гвардейский механизированный корпус |         |         |            |
| 01.08.1944 года | Харьковский военный округ |                       | 1-й гвардейский механизированный корпус |         |         |            |
| 01.09.1944 года | Харьковский военный округ |                       | 1-й гвардейский механизированный корпус |         |         |            |
| 01.10.1944 года | Харьковский военный округ |                       | 1-й гвардейский механизированный корпус |         |         |            |
| 01.11.1944 года | Харьковский военный округ |                       | 1-й гвардейский механизированный корпус |         |         |            |
| 01.12.1944 года | Харьковский военный округ |                       | 1-й гвардейский механизированный корпус |         |         |            |
| 01.01.1945 года | 3-й Украинский фронт      |                       | 1-й гвардейский механизированный корпус |         |         |            |
| 01.02.1945 года | 3-й Украинский фронт      |                       | 1-й гвардейский механизированный корпус |         |         |            |
| 01.03.1945 года | 3-й Украинский фронт      |                       | 1-й гвардейский механизированный корпус |         |         |            |
| 01.04.1945 года | 3-й Украинский фронт      |                       | 1-й гвардейский механизированный корпус |         |         |            |
| 01.09.1945 года | 3-й Украинский фронт      |                       | 1-й гвардейский механизированный корпус |         |         |            |

## Командиры

### Командиры бригады
- Горячев Павел Иванович, подполковник, с 08.11.1942 полковник, 05.11.1942 - 00.05.1943 года.[1]
- Старков Максим Павлович, подполковник,ид,16.05.1943 - 00.08.1943 года.[2]
- Мурашко Сергей Павлович, подполковник, 00.07.1943 - 15.08.1943 года[3]
- Грошев Алексей Игнатьевич, подполковник, врид, 00.10.1943 - 15.12.1943 года.[4]
- Вязников Кузьма Иольевич, полковник (21.03.1945 погиб в бою - ОБД)15.12.1943 - 21.03.1945 года.[5]
- Привалов Степан Иванович, подполковник,21.03.1945 - 20.04.1945 года.[6]
- Изотов Георгий Петрович, подполковник. 20.04.1945 - 10.06.1945 года.[7]
- Мачихин Александр Ильич, полковник. врид.00.03.1945 - 00.05.1945 года.

### Начальники штаба бригады
- Шиваренко Иван Филиппович, майор, 00.11.1942 - 29.12.1942 года.[8]
- Шуляк Иван Пантелеевич, подполковник, 29.12.1942 - 15.02.1943 года.[9]
- Зернов Серафим Иванович, подполковник, на 09.1944; на 04.1945 года.[10]

## Отличившиеся воины
| Награда | Ф. И.О | Должность | Звание | Дата награждения | Примечания |
| ------- | ------ | --------- | ------ | ---------------- | ---------- |

## Награды и наименования
| Награда, наименование         | Документ о награждении      | За что получена |
| ----------------------------- | --------------------------- | --------------- |
| Почётное звание «Гвардейская» | присвоено приказом НКО СССР |                 |
| Орден Ленина                  |                             |                 |